# Anne Warner
Anne Kindel Warner, anche conosciuta col nome di Anne Cribbs, (San Mateo, 7 gennaio 1945) è un'ex nuotatrice statunitense, che ha partecipato alle Olimpiadi di Roma 1960, gareggiando nei 200m rana e nella Staffetta 4x100m mista.